# رونان هاردیمن
رونان هاردیمن (ایرلندی: Ronan Hardiman؛ زادهٔ ۲۰ مهٔ ۱۹۶۱) یک موسیقی‌دان اهل ایرلند است. ساندترک‌های ساخته‌شده برای نمایش‌های موزیکال و رقص مایکل فلتلی همچون ارباب رقص و زندگی ببر سلتیک، وی را معروف کرد.
تا پیش‌از ۱۹۹۰ میلادی به مدت دوازده سال وی در بانک ایرلند به کار مشغول بود و دراین مدت گاهی اوقات در گروه‌های موسیقی محلی به فعالیت هنری می‌پرداخت. او از زمرهٔ پرکارترین و موفق‌ترین آهنگسازان معاصر در عرصهٔ فیلم و تلویزیون ایرلند بوده‌است.

## آلبوم‌ها
- ۱۹۹۳ - سلتیک کلاسیک ۱
- ۱۹۹۶ - سلتیک کلاسیک ۲
- ۱۹۹۶ - سرزمین‌های باستانی - MCA
- ۱۹۹۶ - ارباب رقص
- ۱۹۹۸ - سُلاس
- ۱۹۹۹ - Feet of Flames
- ۲۰۰۰ - سرود
- ۲۰۰۶ - زندگی ببر سلتیک